# 吉姆·海因斯

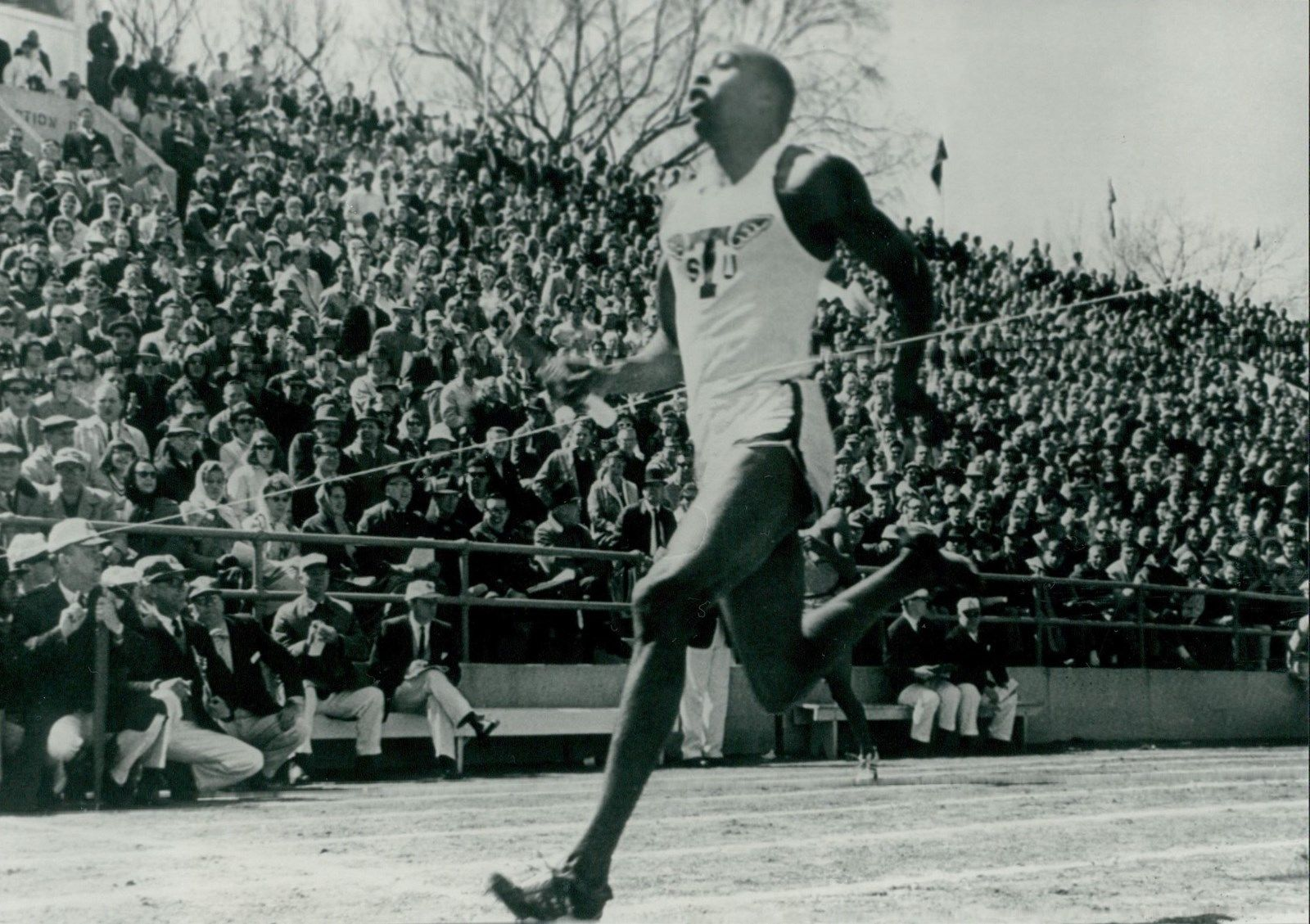
1966年

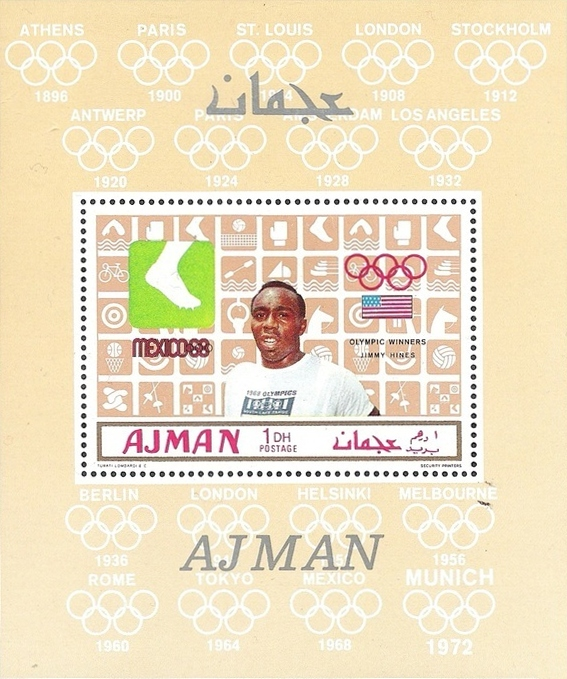
1969年

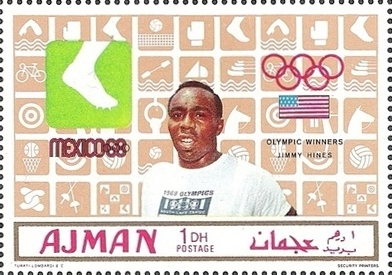
1969年

詹姆斯·雷·海因斯（英語：James Ray Hines，1946年9月10日—2023年6月3日），美国男子田径运动员。他曾保持男子100米世界纪录达15年。1968年，他成为第一个正式打破100米10秒大关（含海拔1000公尺以上的成績）的人，并在墨西哥奥运会上获得100米和4×100米接力金牌。

## 統計
| 成績    | 風速     | 時間          | 地點                                   |
| ------- | -------- | ------------- | -------------------------------------- |
| 10.03秒 | +1.8mph  | 1968年6月20日 | 美国加利福尼亞州沙加緬度郡             |
| 10.17秒 | +2.0m/s  | 1967年5月27日 | 美国加利福尼亞州斯塔尼斯劳斯郡莫德斯托 |
| 10.38秒 | Headwind | 1968年6月29日 | 美国加利福尼亞州洛杉磯郡               |
| 10.44秒 | -3.5m/s  | 1968年6月29日 | 美国加利福尼亞州洛杉磯郡               |